# Hacklab
Hacklab, hackerspace, hackspace ili makerspace radni je prostor, često neprofitan, kojim upravlja zajednica i u kojem se osobe koje dijele zajedničke interese poput računarstva, strojne obrade, tehnologije, znanosti, digitalnih ili elektroničkih umjetnosti mogu sastajati, družiti i surađivati.

## Hrvatska

### Povijest
Prvi HackLab u Hrvatskoj osnovala je u Puli 2002. godine udruga Monte Paradiso. Iz zagrebačkog kluba MaMa 2004. godine program "Razmjena vještina" proširio se na Rijeku, Split, Čakovec i Osijek. Iste je godine u Puli organiziran prvi međunarodni hackerski susret TransHackMeeting. 2007. godine osnovan je HackLab u Rijeci te je započeli susreti "Ništa se neće dogoditi". Godine 2009. nastaju Hacklab u MaMi i HackLab01 u Autonomnom kulturnom centru Medika. I'MM_Medialab unutar programa zagrebačkog Studentskog centra Kultura promjene sadrži hacklab radionicu 2011. godine, a tad se osniva i zagrebačka udruga Radiona. LabOS je osnovan u Osijeku 2012. godine, a Hacklab u Križevcima 2018. godine.

### Monteparadiso HackLab
Monteparadiso HackLab osnovala je 2002. godine udruga Monteparadiso u Puli s ciljem bavljenja medijskim aktivizmom, slobodnim softverom i uporabom novih tehnologija te je 2004. godine organizirala prvi međunarodni hakerski susret Transhackmeeting.

| „                           | Rošo je 2004. organizirao Trans Hack Meeting, nakon toga u Rojc je došla grupa nizozemskih skvotera koji su nam spojili wireless antene. Plan je bio da se zadržimo na tom programu i da aktivizam prebacimo na internet. Počeli smo organizirati predavanja, dolazili su zanimljivi ljudi, puštali smo filmove i održavali filmske tečajeve. Smatrali smo da je važno prikazivati dokumentarne ili na neki način intrigantne filmove koji bi mogli potaknuti na razmišljanje. Hacklab je u ideji trebao biti otvoreni prostor u kojem je moguće koristiti internet i trebao je potaknuti aktivizam. Svakodnevni korisnici su uglavnom bili korisnici Rojca, članovi udruga i djeca iz okolice koja nisu imala internet niti drugo mjesto na kojem bi provodili vrijeme ili igrali igrice. Zanimljivo je da su često dolazili Romi koji su preko interneta tražili bolivudske zvijezde. Mi iz udruge bi volontirali i po jedan dan vodili Hacklab. Nama je to opet bilo zanimljivo jer smo skidali tisuće i tisuće albuma, istraživali u svim smjerovima, od glazbe do filmova. | ” |
| — Igor Šaponja, Kulturpunkt | |   |

### Razmjena vještina
Program "Razmjena vještina" nastao je u travnju 2004. godine inspiriran GNU pokretom slobodnog softvera te su se unutar programa razmjenjivale vještine "vezane uz korištenje GNU/Linuxa, instaliranje GNU/Linuxa na sve uređaje na koje se uopće može instalirati, konfiguriranje raznih perifernih uređaja, programiranje, pokretanje korisnih i beskorisnih servisa, beskrajno podešavanje korisničkog sučelja i slično". Program se održavao u zagrebačkom klubu MaMa, a srodne inicijative pokrenute su i u Rijeci, Splitu, Čakovcu i Osijeku.

### TransHackMeeting
TransHackMeeting, prvi međunarodni hakerski susret održan je 25. lipnja-27. lipnja 2004. godine u društvenom centru Monteparadiso u Puli. Kasniji TransHackMeeting susreti dogodili su se u Oslu 2007. godine i u Istanbulu 2010. godine.
Poziv na TransHack Meeting:
| „                                        | u toku zadnjih godina na susretima razlicitih krugova hackera, hacktivista i medijskih aktivista rodjena je ideja o samo-organiziranju susreta na kojima bi se ljudi sa hackerskim stavom, usmjerenim na sva moguca podrucja - od tehnologije, preko politike pa do sebe samih, mogli upoznati, dijeliti i zajedno promisljati nove nacine transformiranja svega sto ih okruzuje. takvi skupovi, vec organizirani u krugu nacionalnih, regionalnih, lokalnih i uzih zajednica, okupljali su pojedince koji dijele ljubav prema tehnologiji, komunikaciji, mijenjanju drustva i umrezavanju ljudi, stvari i paradigmi. rezultirali su sa mnogo entuzijazma i naraslim uvjerenjem da je u sklopu ovih tema moguce ujediniti sasvim razlicite grupacije. izgleda da je sazreo trenutak za organizaciju dogadjaja kojo ce okupiti pojedince iz svih krajeva (geografske) europe, mediterana, bliskog i dalekog istoka... ovaj tekst te poziva da realiziras tu mogucnost. ovaj dogadjaj organizirat ces ti, a ne netko drugi: pripremi svoju radionicu, debatu, seminar na kojem si ove godine sudjelovao, pricaj o stvarima o kojima zelis, o razlogu ili projektu radi kojeg zelis susresti druge hackere (ne moras biti geek da bi bio hacker!). transnacionalni hackmeeting (transhackmeeting ili thk), kako je nazvan dogadjaj, ugostit ce krajem lipnja 2004. squat monteparadiso u puli. ako zelis pomoci u organizaciji ili sudjelovati, pretplati se na mailing listu thk@autistici.org (http://www.autistici.org/mailman/listinfo/thk) i prosiri glas preko svojih lokalnih kanala. | ” |
| — ivana, UPS! - Umaški pokret za slobodu | |   |

### HackLab u Rijeci
Prvi hacklab u Rijeci organiziran je 7. studenog 2007. u prostorijama Peek & Poke kluba - muzeja starih računala, a 2008. godine preselio se u prostore Molekule.

### Ništa se neće dogoditi
Ništa se neće dogoditi (NSND) okuplja zajednicu ljudi zainteresiranih za hakerske teme, slobodni softver, društveni aktizivam u sferi digitalnog ili opisano možda najboljim označiteljem: zaljubljenici u geek kulturu. NSND se tradicionalno održava u Moravicama (zima), Splitu (ljeto), Beogradu (proljeće), te na Ohridu. Također su održana okupljanja u Sarajevu, Nišu, Puli i Rijeci. Događaji se organiziraju spontano koristeći visoko participativne digitalne alate poput wikija, ali sam program rada, predavanja i radionica dogovara se sudjelovanjem svih prisutnih na licu mjesta u jutarnjim sesijama. Programske jedinice se mogu ponuditi od strane onih koji su pripremili svoje teme ili vrlo često se različite teme traže od ljudi za koje se zna da bi tu temu mogli dobro prezentirati drugima. Nakon što se dogovori set tema, predavanja i radionica s obzirom na broj zainteresiranih organiziraju se prostori i ostali resursi potrebni za realizaciju programa:
| „                                        | Zajednica se okupila oko programa „Razmjena vještina“ u MaMi u Zagrebu koja je, slično kao i NSND, pokrenuta bez puno obećanja. Od travnja 2004., nakon otprilike godinu dana, okupilo se već dovoljno ljudi koji su redovito razmjenjivali vještine tako da smo oko tad-nekad postali i razmjenjivači. Međusobno, a i prema ostatku svijeta. Kao razmjenjivači, posjetili smo nekoliko festivala „Moje, tvoje, naše“ u Rijeci, Rex u Beogradu, Muzej suvremene umjetnosti u Grazu i to nam se svidjelo pa smo poželjeli češće izlete na mjesta koja su nam bila zanimljiva. 2007. zajedno s Monteparadiso ekipom organizirali smo u Puli konferencijicu YAXWE. Vrlo brzo nakon toga organizirali smo prvi susret u Sarajevu: javili se Sarajlijama, pozvali hakere iz Srbije, Makedonije i najavili susret. Tada je Sarajlijama trebalo nešto za medije i onda sam pišući o hakerima iz svih krajeva bivše Jugoslavije koji se susreću u Sarajevu pomislio kako je duhovito naglasiti da se ništa neće dogoditi. | ” |
| — Marcell Mars, Gradska knjižnica Rijeka | |   |

### Hacklab u MaMi
Hacklab u MaMi kao javni radni prostor tehnoloških entuzijasta u klubu MaMa inicirala je skupina okupljena oko programa Razmjena vještina 2009. godine. 
Metodologiju, atmosferu i filozofiju rada Hacklaba u MaMi odlikuju neformalnost, prijenos znanja u malim skupinama (vrlo često jedan na jedan) gdje su uloge učitelja i učenika vrlo fleksibilne pa tako velik dio ljudi barem povremeno preuzima ulogu učitelja, a svi u takvom ambijentu kontinuirano uče.

### HackLab01
Hacklab01 nastao je 2009. godine u Autonomnom kulturnom centru Medika kao slobodna zona sa računalima i GNU/Linux operativnim sustavom koja služi kao besplatan cyber-caffe i prostor za edukaciju o korištenju slobodnog softvera. Zamišljen je kao mjesto društvenog ekperimenta i susreta tehničkih "uradi sam" znalaca te društveno angažiranih aktivista. U Hacklabu se koristi isključivo GNU/Linux i primarna mu je namjena približavanje ovog besplatnog operativnog sustava krajnjim korisnicima koji su u zamci piratskog i neprilagodljivog komercijalnog softwarea.

### I'MM_ Medialab
I'MM_ je Media lab osnovan u lipnju 2011. u Zagrebu kao dio programa Kultura promjene u Studentskom centru. I'MM_ se sastoji od tri platforme: a) hacklab − radionica, b) otvorene vikend radionice s domaćim i međunarodnim predavačima/hakerima/umjetnicima, c) media lab (teorija, kustoske prakse, predavanja međunarodnih izlagača na području intermedijskih umjetnosti).

### Radiona
Radiona.org je neprofitna organizacija i građanski laboratorij koji se sastoji od makerspacea/hackerspacea, laboratorija za medijsku umjetnost – media lab, Repair Cafe-a i rezidencijalnog programa (A-I-R), osnovana 2011. godine.

### labOS
LabOS je osnovan u Osijeku 2012. godine kao inkluzivna zajednica kreativaca kojoj su glavni ciljevi razmjena znanja, vještina i ideja, slobodan pristup zajedničkom prostoru i alatima te učenje kroz rad i druženje.

### Hacklab Križevci
Prvi Hacklab u Križevcima održao se 10. kolovoza 2018. godine u organizaciji udruge P.O.I.N.T. u učionici Pučkog otvorenog učilišta koje se nalazi u sklopu Gradske knjižnice Križevci. Zamišljen je kao prostor za razmjenu vještina i znanja za osobe koje tehnologiju koriste na nove načine i prenamjenjuju ju u druge svrhe i za druge ciljeve.
Od 2019. godine povezuje se s projektom Kulturshock i orijentira prema slabo poznatim područjima računalne tehnologije.